# Завадовский, Михаил Михайлович
Михаи́л Миха́йлович Завадо́вский (17 (29) июля 1891, Покровка-Скоричево, Елисаветградский уезд, Херсонская губерния, Российская империя — 28 марта 1957, Москва, СССР) — российский и советский учёный-биолог, профессор Московского государственного университета, академик ВАСХНИЛ, лауреат Сталинской премии (1946). Брат Б. М. Завадовского.

## Биография
Родился в селе Покровка-Скоричево Елисаветградского уезда Херсонской губернии (ныне Николаевская обл., Украина) в семье землевладельца, дворянина Михаила Владимировича Завадовского и его жены Марии Лаврентьевны, дочери местного священника «из дворян» Лаврентия Исааковича Коцюбинского. В 1909 поступил на экономическое отделение Санкт-Петербургского политехнического института (ЦГИА СПб фонд 478 опись 3 дело № 2342), через год перевёлся в Московский университет.
Со второго курса работал в лаборатории биолога Н. К. Кольцова в Московском городском университете им. А. Л. Шанявского. После получения диплома получил там должность ассистента в лаборатории низких температур.
В 1915—1918 ассистент кафедры зоологии Московских высших женских курсов. С 1918 года читал курс экспериментальной биологии в Университете Шанявского и в 1919 году — в 1-м Московском государственном университете.
Весной 1919 года отправился в экспедицию в Асканию-Нова, где попал в зону боевых действий. Уехал в Крым, получил место доцента в Таврическом университете. Занимался научными исследованиями, результатом которых стали монографии «Пол и развитие его признаков. К анализу формообразования» (1922) и «Пол животных и его превращение (механика развития пола)» (1923).
В 1921 году вернулся в Москву и возобновил чтение курса экспериментальной биологии в 1-м МГУ, а в 1924 году стал профессором кафедры общей биологии 2-го МГУ. Одновременно до 1927 года работал директором Московского зоопарка, где основал лабораторию экспериментальной биологии.
В 1927 году лаборатория была передана в состав Всесоюзного института животноводства (ВИЖ), и Завадовский стал заниматься разработкой методов повышения репродуктивности сельскохозяйственных животных с помощью гормональных препаратов.
С 1930 года работал на кафедре динамики развития биологического факультета МГУ. Академик ВАСХНИЛ (1935). В 1941—1943 годах был в эвакуации в Алма-Ате, где продолжал экспериментальную работу по многоплодию.
На основе изучения динамики полового цикла сельскохозяйственных животных Завадовский разработал гормональный метод стимуляции многоплодия овец, коров, коз, черно-серебристых лисиц и исследовал вопрос произвольной регуляции полового цикла. За первые три года применения метода М. М. Завадовского во время войны было дополнительно получено, к примеру, около полумиллиона ягнят.
В 1944 году за педагогическую работу награждён орденом Трудового Красного Знамени, в 1946 году за разработку методов экспериментального многоплодия — Сталинской премией.
В 1948 году кафедра динамики развития в МГУ была ликвидирована, Завадовский вместе с другими сторонниками генетики уволен, а его метод экспериментального многоплодия запрещен. После смерти И. В. Сталина, в 1954 году, в ВИЖе была открыта лаборатория физиологии развития, где Завадовский работал в последние годы своей жизни. В 1955 году подписал «Письмо трёхсот».
Умер 28 марта 1957 года. Похоронен на Введенском кладбище в Москве (11 уч.).